# Zeiss Ikon Tengoflex 85/16

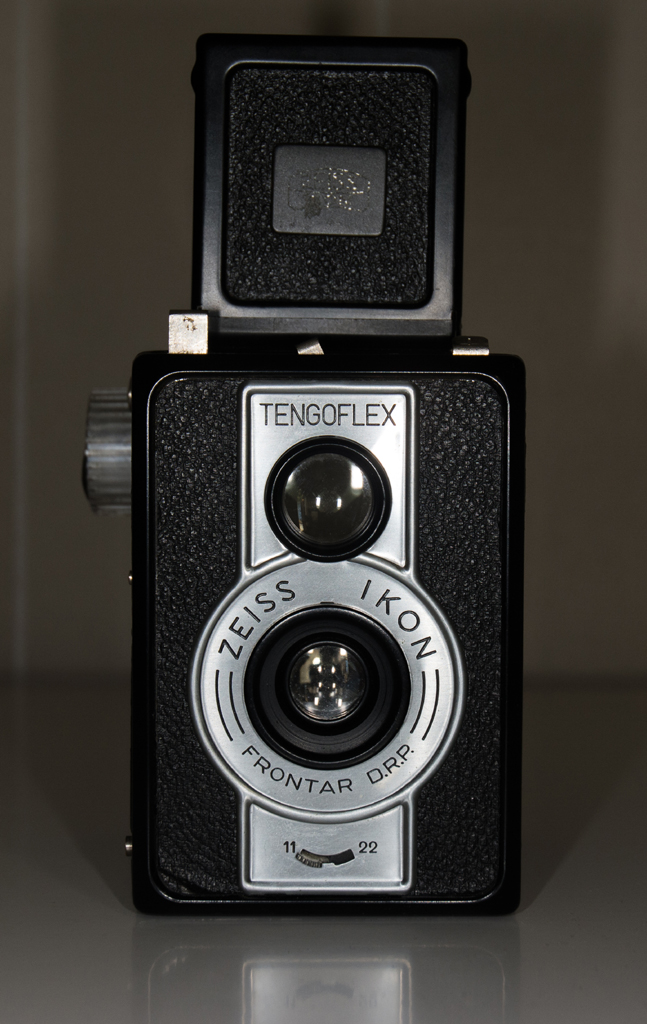
Zeiss Ikon:s Lådkamera Tengoflex 85/16

Zeiss Ikon Tengoflex 85/16 är en kameramodell som tillverkades av Zeiss Ikon mellan 1941 och 1942. Av de få tillverkade finns ännu färre kvar i dag och de är mycket eftertraktade av samlare.

## Teknisk specifikation
Tillverkare: Zeiss Ikon

Typ: Lådkamera (pseudo TLR)

Modellnamn: Tengoflex

Modellbeteckning: 85/16

Tillverkningsår: 1941–1942

Tillverkningsland: Tyskland

Format: 6X6cm

Filmtyp: 120

Antal exponeringar/rulle: 12st

Lins: Zeiss Ikon Frontar fix fokus

Avståndsinställningar: 1-3m & 3m-inf

Bländarlägen : F11 & F22

slutartid: 1/25s

Vikt: ca 700gr

Stativgänga: Ja